# Lappeenranta
Lappeenranta este o comună din Finlanda.